# Исова, Туратай
Исова Туратай (15 октября 1931 — 14 июля 1994) — советская казахская актриса, Народная артистка Казахской ССР (1991), Заслуженная артистка Казахской ССР (1964).

## Биография
Родилась 15 октября 1931 года в селе Каракастек Жамбылского района Алматинской области. В 1953 году окончила театральную студию при Казахском драматическом театре им. М. Ауезова. В 1956 году директор Семипалатинского объединенного театра им. Абая, заслуженный деятель искусств Казахской ССР, Л. Ф. Семенов, пригласил на работу в театр. С первых ролей у актрисы обнаружились большие творческие возможности. В 1958 году на Первом Всеказахстанском фестивале театральной весны были представлены прекрасные образы Актокты в спектакле «Акан-сери-Актокты» и Айбарши в спектакле «Майра». В результате она стала лауреатом I степени и была награждена грамотой Верховного Совета Казахской ССР. В 1969 году приказом райотдела культуры перевели в Семипалатинский областной казахский драматический театр имени Абая. В этом театре актриса проработала до конца своей жизни. Скончалась 14 июля 1994 года в городе Семей.

## Основные роли на сцене
Енлик – из спектакля М. Ауэзова "Енлик Кебек", Шолпан – из  спектакля М.Ауэзова "Айман-Шолпан", Карлыга – "Кобланды" М.Ауэзова, Каракоз – "Каракоз" М.Ауэзова, Баян – из спектакля "Козы корпеш – Баян сулу" Г.Мусрепова, Актокты – "Акан серы-Актокты" Г.Мусрепова, Яровая – "Любовь Яровая" Тренева, Тата - "Между ливнями" А.Штейна, Батес – "Молдир махаббат" С.Мукашева и  другие.

## Награды и звания
- Медаль «За трудовую доблесть» (07.03.1960)[1].
- Медаль «Ветеран труда»
- Народная артистка Казахской ССР (1991)
- Заслуженная артистка Казахской ССР (25.06.1964)
- Почётная грамота Верховного Совета Казахской ССР (1958)